# 2CW Heavyweight Championship
Il 2CW Heavyweight Championship è stato un titolo di wrestling promosso dalla federazione Squared Circle Wrestling (2CW), federazione attiva principalmente nella zona di New York.
Il titolo è stato attivo dal 2007 al 2015, anno della chiusura della federazione.

## Albo d'oro
| Legenda  |                                                                               |
| -------- | ----------------------------------------------------------------------------- |
| #        | Indica il numero del regno titolato                                           |
| Regno    | Viene indicato il numero del regno del campione                               |
| Data     | La data in cui il titolo è stato vinto                                        |
| Località | Indica il luogo in cui il titolo è stato vinto                                |
| Note     | Indica notizie particolari riguardanti i cambi di titolo o altre informazioni |

| #  | Campione            | Regno | Data              | Giorni | Località             | Evento                              | Note | Fonti  |
| -- | ------------------- | ----- | ----------------- | ------ | -------------------- | ----------------------------------- | --- | ------ |
| 1  | Dizzie              | 1     | 28 aprile 2007    | 245    | Syracuse, New York   | Living on the Edge                  | In un torneo per decretare il campione inaugurale, sconfiggendo in finale Slyck Wagner Brown.                     | [ 2 ]  |
| —  | Vacante             | —     | 29 dicembre 2007  | —      | —                    | —                                   | Il titolo fu reso vacante a causa di un finale controverso di una difesa titolata.                                |        |
| 2  | Dizzie              | 2     | 23 febbraio 2008  | 48     | Binghamton, New York | Fight to no Avail                   | In un 4-way match per riassegnare il titolo vacante, sconfiggendo Eddie Edwards, Isys Ephex e Slyck Wagner Brown. | [ 3 ]  |
| 3  | John Walters        | 1     | 11 aprile 2008    | 1      | Watertown, New York  | Living on the Edge                  | In un 3-way match in cui era coinvolto anche Brian Fury.                                                          | [ 4 ]  |
| 4  | Slyck Wagner Brown  | 1     | 12 aprile 2008    | 336    | Syracuse, New York   | Living on the Edge                  | In un 4-way match in cui erano coinvolti anche Antonio Thomas e Dizzie.                                           | [ 5 ]  |
| 5  | Jimmy Olsen         | 1     | 14 marzo 2009     | 83     | Binghamton, New York | Adrenaline                          | In un 3-way match in cui era coinvolto anche Jason Axe.                                                           | [ 6 ]  |
| 6  | Jason Axe           | 1     | 5 giugno 2009     | 443    | Syracuse, New York   | House show                          | In un tag team match, schienando Olsen.                                                                           | [ 7 ]  |
| 7  | Brodie Lee          | 1     | 22 agosto 2010    | 89     | Watertown, New York  | Live or Let Die                     | | [ 8 ]  |
| 8  | Slyck Wagner Brown  | 2     | 19 novembre 2010  | 238    | Elmira, New York     | Unfinished Business                 | | [ 9 ]  |
| 9  | Jay Freddie         | 1     | 15 luglio 2011    | 273    | Watertown, New York  | The Big Event                       | | [ 10 ] |
| 10 | Brodie Lee          | 2     | 13 aprile 2012    | 1      | Watertown, New York  | Living on the Edge                  | In un 4-way match in cui erano coinvolti anche Kevin Steen e Slyck Wagner Brown.                                  | [ 11 ] |
| —  | Vacante             | —     | 14 aprile 2012    | —      | —                    | —                                   | Il titolo fu reso vacante quando Brodie Lee lasciò la federazione per unirsi alla WWE.                            |        |
| 11 | Kevin Steen         | 1     | 23 giugno 2012    | 300    | Binghamton, New York | House show                          | In un 4-way match per riassegnare il titolo vacante, sconfiggendo Jay Freddie, Jason Ax e Isys Ephex.             | [ 12 ] |
| 12 | Isys Ephex          | 1     | 19 aprile 2013    | 330    | Rome, New York       | Living on the Edge                  | | [ 13 ] |
| 13 | Nick Ando           | 1     | 15 marzo 2014     | 428    | Moosic, Pennsylvania | 101                                 | | [ 14 ] |
| 14 | Tommy Dreamer       | 1     | 17 maggio 2015    | 34     | Rome, New York       | Roman Empire                        | | [ 15 ] |
| 15 | Nick Ando           | 2     | 20 giugno 2015    | 99     | --                   | --                                  | Il titolo fu assegnato d'ufficio ad Ando quando Tommy Dreamer non poté prendere parte a una difesa titolata.      |        |
| 16 | Michael Christopher | 1     | 27 settembre 2015 | 0      | Syracuse, New York   | Then, Now, Forever, One Night Only! | | [ 16 ] |
| 17 | Kevin Graham        | 1     | 27 settembre 2015 | 1      | Syracuse, New York   | Then, Now, Forever, One Night Only! | | [ 16 ] |
| 18 | Sean Carr           | 1     | 28 settembre 2015 | 62     | Binghamton, New York | Uncut, Uncensored, Uncooked         | In un 4-way match in cui erano coinvolti anche Jaxon Ax e Michael Cristopher.                                     | [ 17 ] |
| 19 | Sami Callihan       | 1     | 29 novembre 2015  | 21     | Watertown, New York  | Dead on Arrival                     | | [ 18 ] |
| —  | Disattivato         | —     | 20 dicembre 2015  | —      | —                    | —                                   | Il titolo fu disattivato con la chiusura della federazione.                                                       |        |